# متحف الفن الإسلامي (القاهرة)
متحف الفن الإسلامي بالقاهرة يعد أكبر متحف إسلامي بالعالم حيث يضم مجموعات متنوعة من الفنون الإسلامية من الهند والصين وإيران مرورا بفنون الجزيرة العربية والشام ومصر وشمال أفريقيا والأندلس.
أصدر الخديوى توفيق أمر إلى نظارة الأوقاف سنه 1881 لجمع كل التحف الفنية النفيسة الموجودة في المساجد والبيوت الإسلامية فظهر لأول مرة في العالم متحف الآثار الإسلامية وكان عبارة عن غرفة واحده سمح للجمهور بزيارتها لدراسة ما بها من آثار وفى عام 1884أصبح مسجد الحاكم بأمر الله هو مقر لدار الآثار العربية وتشرف علية لجنه حفظ الآثار

## تاريخه
بدأت فكرة إنشاء متحف للفنون والآثار الإسلامية في عصر الخديوي إسماعيل سنة 1869، وتم تنفيذ الفكرة في عصر الخديوي توفيق سنة 1880، عندما قام فرانتز باشا بجمع التحف الأثرية التي ترجع إلى العصر الإسلامي في الإيوان الشرقي لجامع الحاكم بأمر الله، وفي عام 1882 كان عدد التحف الأثرية التي تم جمعها 111 تحفة، وتم بعد ذلك بناء مبنى صغير في صحن جامع الحاكم أطلق عليه اسم «المتحف العربي» تحت إدارة فرانتزباشا الذي ترك الخدمة سنة 1892. وتم افتتاح مبنى المتحف الحالي في عهد الخديوي عباس حلمي الثاني في 28 ديسمبر 1903، ثم تغير اسم الدار سنة 1951 إلي «متحف الفن الإسلامي». وفى عام 1982-1983 تم تطويير المتحف واضيفت إليه حديق متخفيه وقد فتح باب جانبى يؤدى إلى الحديق المتحفية. ومن الاضافات التي تمت أثناء عمليات التطوير فاعة لمكتبة الكمتحف اسفلها قاعة للطفل بالإضافة إلى قاعة خصصت لعرض مجموعة من النسيج والسجاد.

## الوصف
للمتحف مدخلان أحدهما في الناحية الشمالية الشرقية والآخر في الجهة الجنوبية الشرقية وهو المستخدم الآن. وتتميز واجهة المتحف المطله على شارع بورسعيد بزخارفها الإسلامية المستوحاة من العمارة الإسلامية في مصر في عصورها المختلفة.
ويتكون المتحف من طابقين؛ الأول به قاعات العرض، والثاني به المخازن وبدروم يستخدم كمخزن ولقسم ترميم الآثار.
يضم المتحف العديد من المقتنيات الأثرية التي تعود للعصر الإسلامي والتي يصل عددها إلى مئة ألف تحفة أثرية
يضم المتحف اثار اسلاميه من مختلف العصور مثل العصر الاوموي والعباسي والطولوني وبلاد فارس

## التفجير الإرهابي
في يوم 24 يناير 2014، انفجرت سيارة مفخخة مستهدفة مديرية أمن القاهرة المقابلة للمتحف. أدى التفجير لتدمير واجهة المتحف المقابلة للمديرية، وتدمير كثير من القطع الأثرية. تبنت جماعة انصار بيت المقدس المسؤلية عن التفجير الإرهابي. في اليوم التالي قامت منظمة اليونسكو بالتبرع بمبلغ مالي ضخم لترميم القطع الأثرية، وإعادة المتحف للعمل. صرح مسؤول في وزارة الآثار المصرية أن عمليات الترميم ستنتهي خلال أقل من 4 أشهر.

## عناصر في المتحف
- المحراب المحمول من مشهد السيدة رقية

## معرض صور

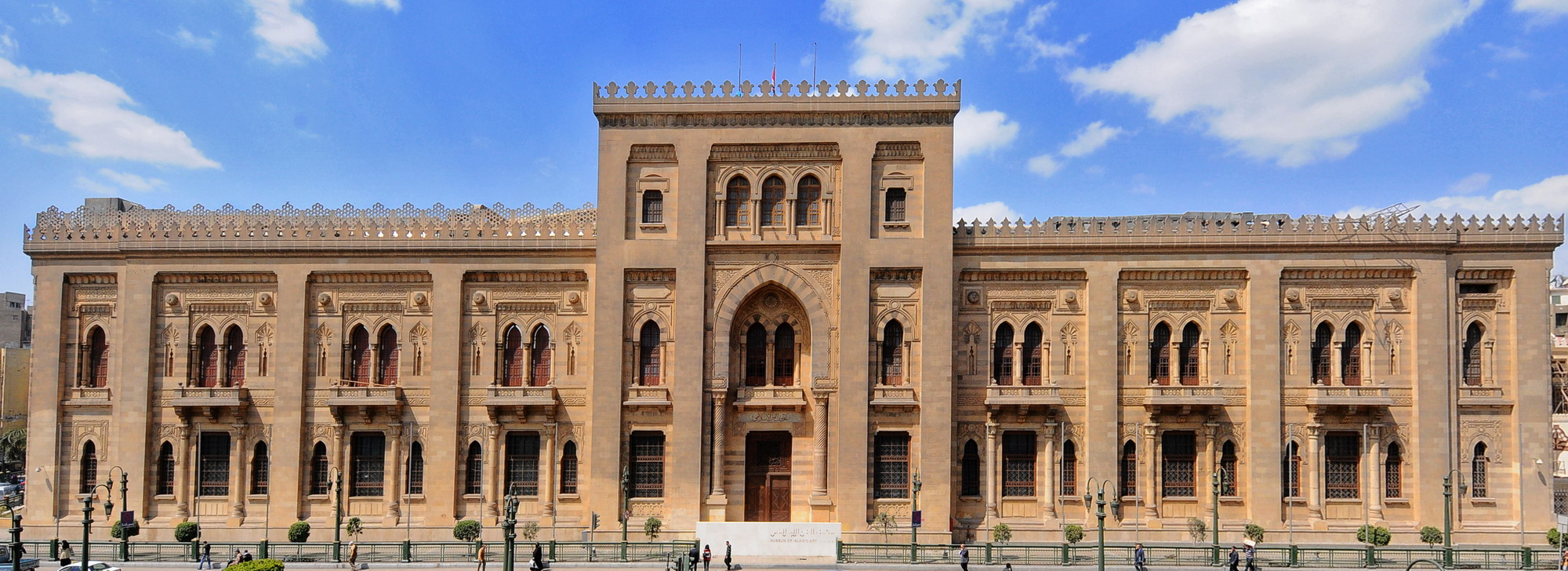
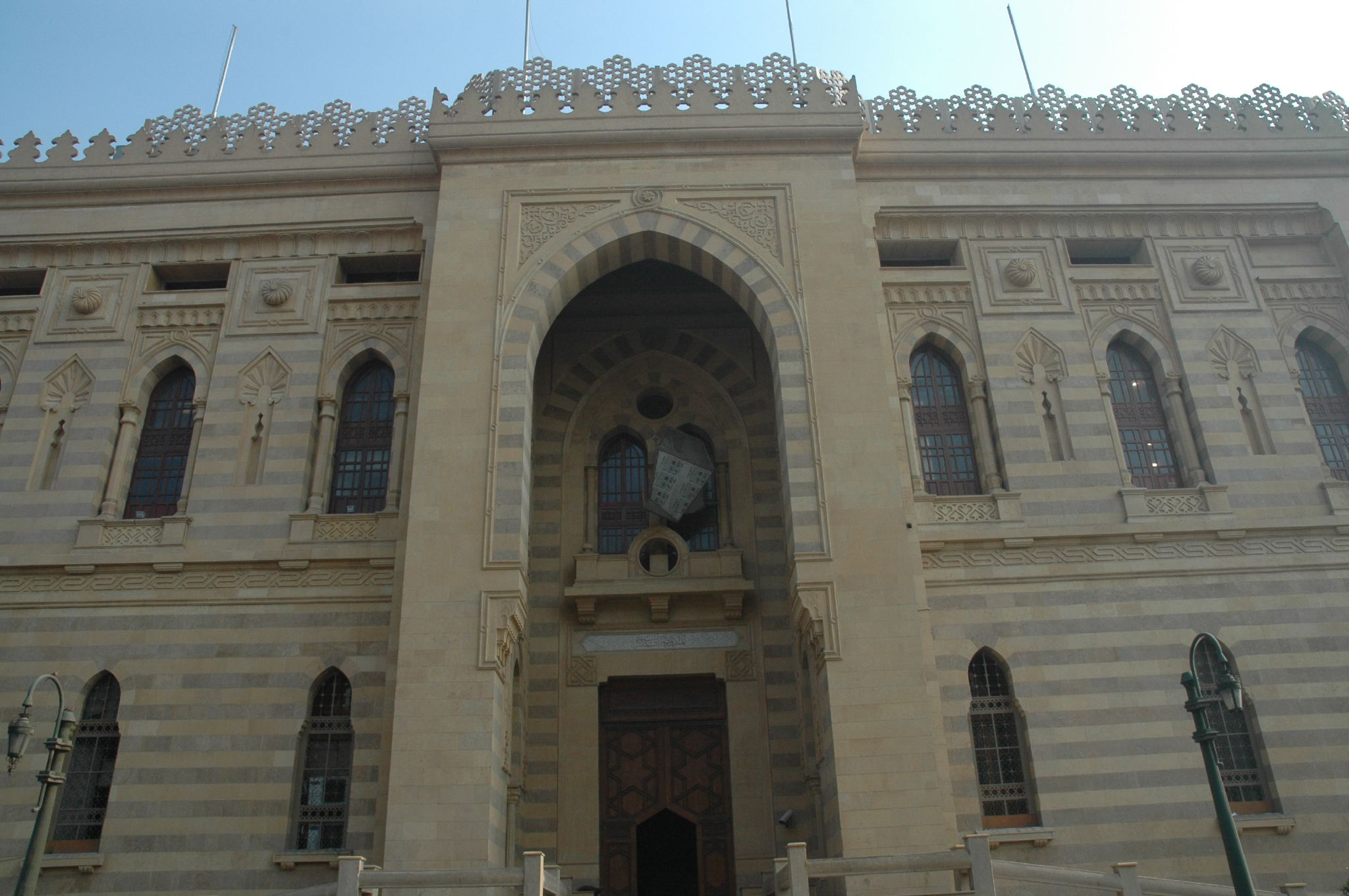
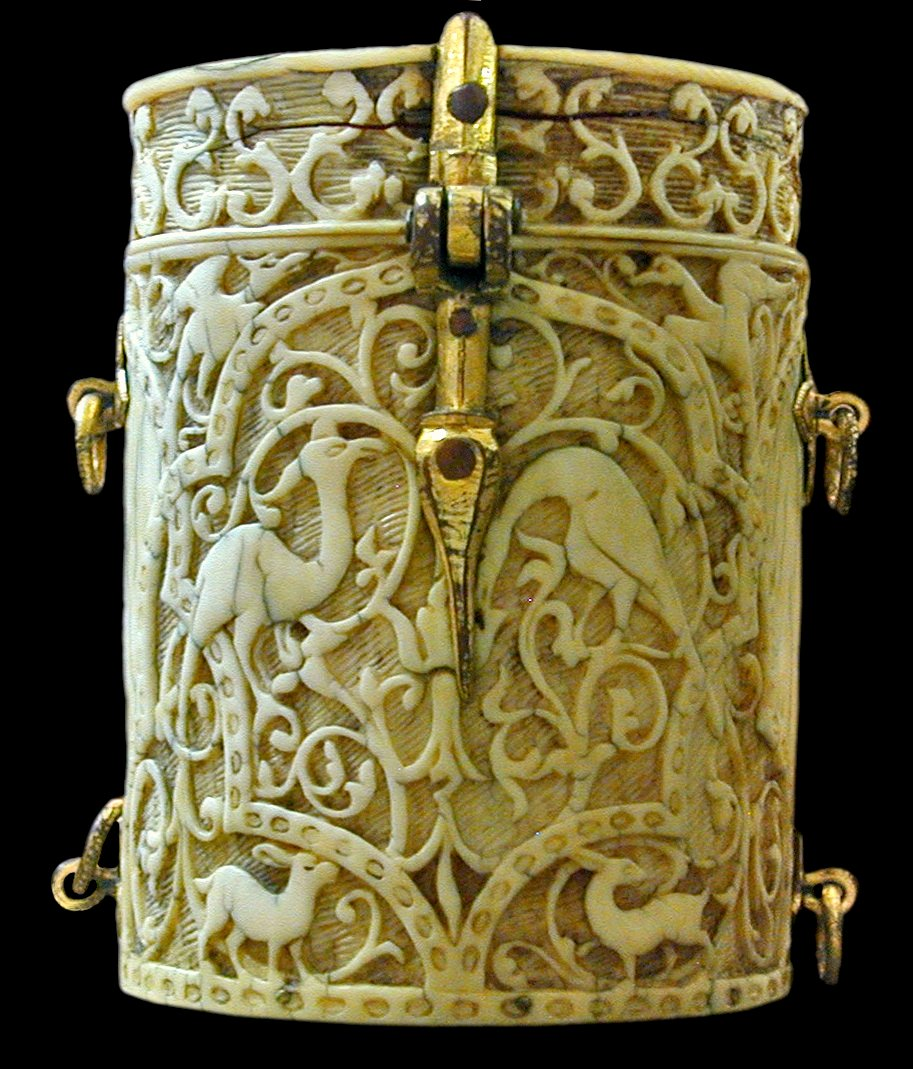
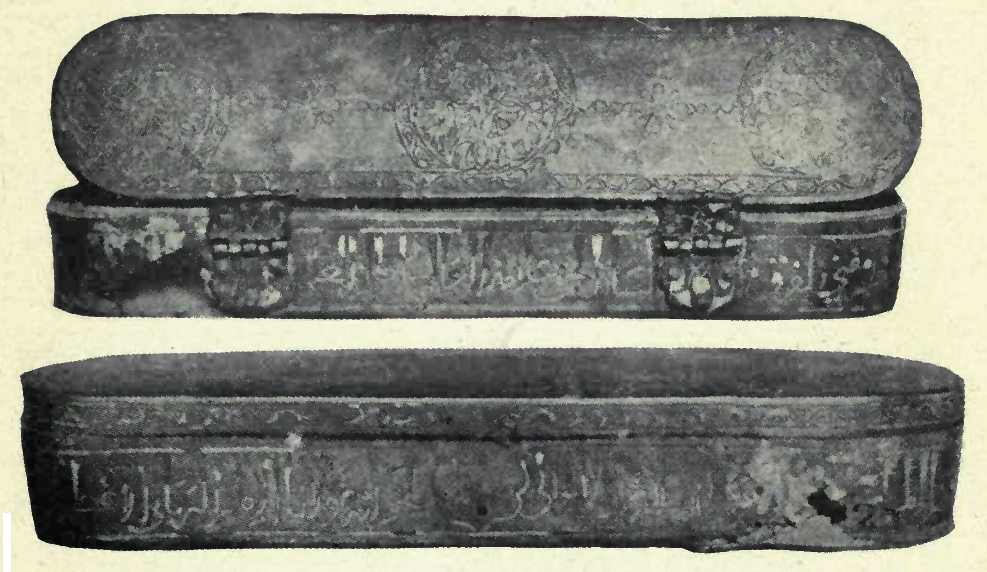
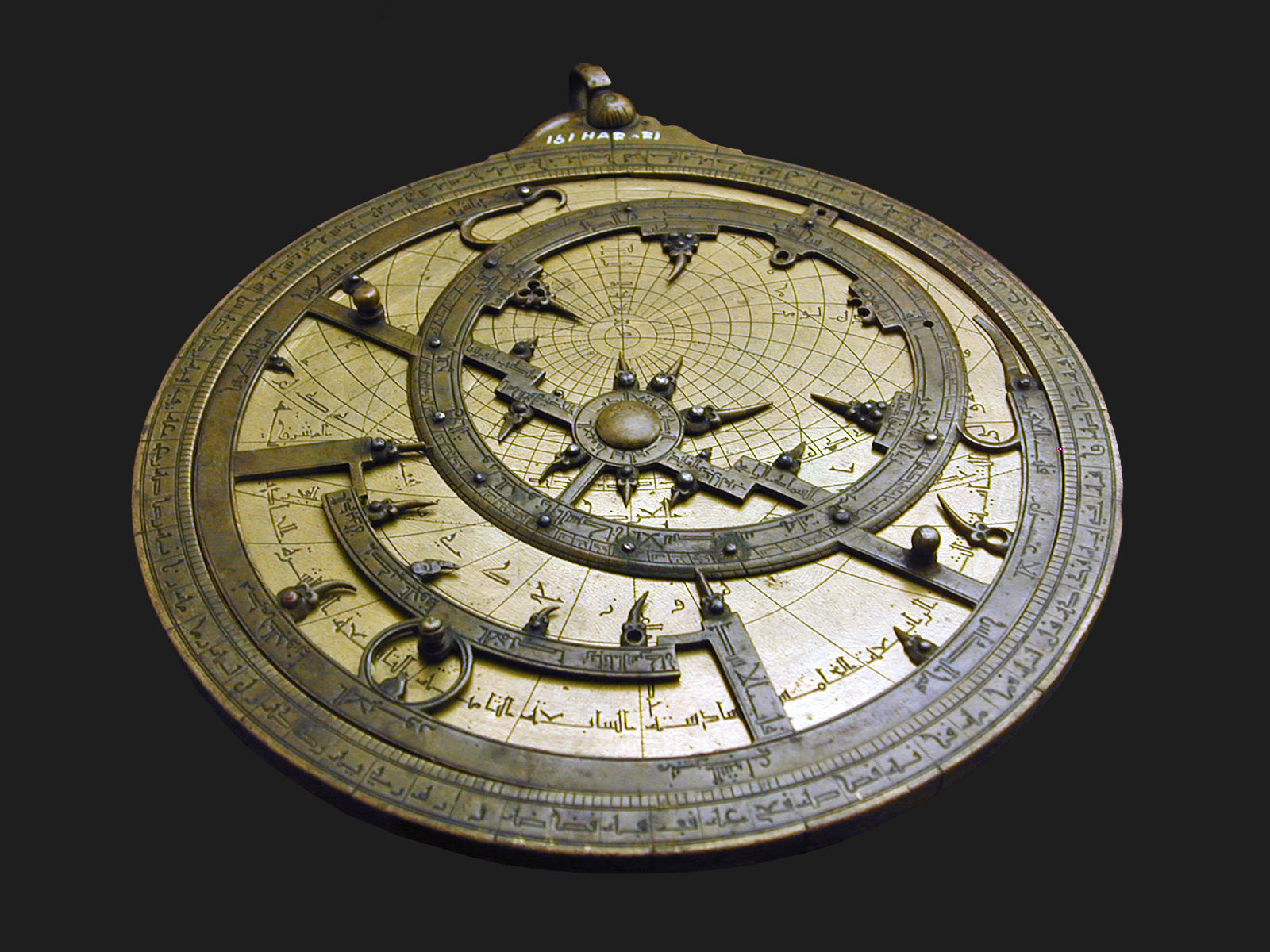
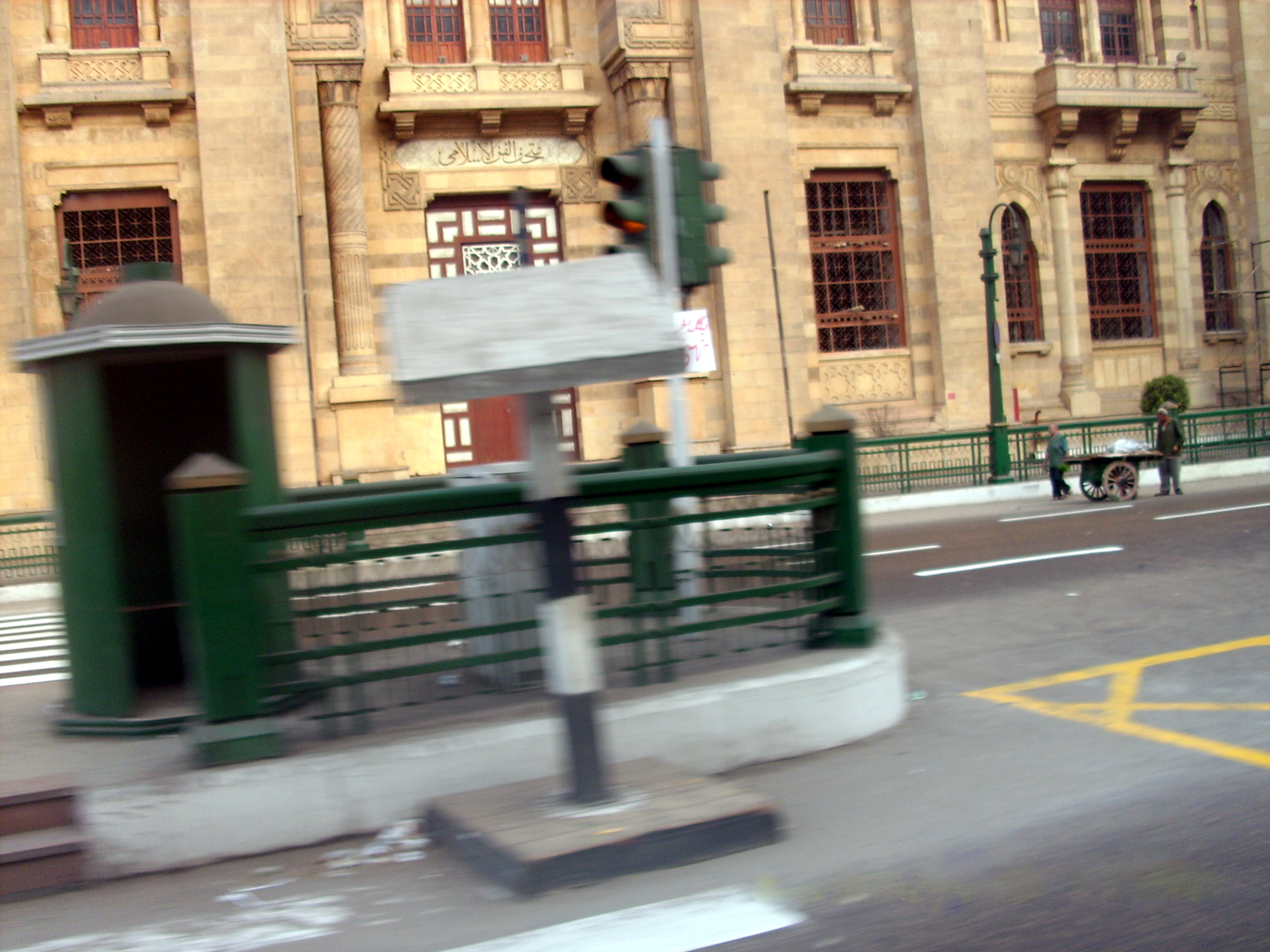
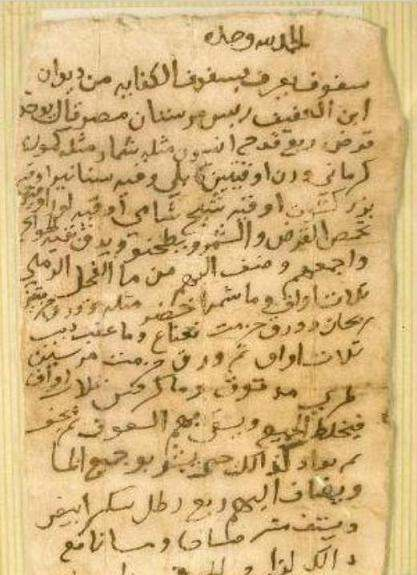
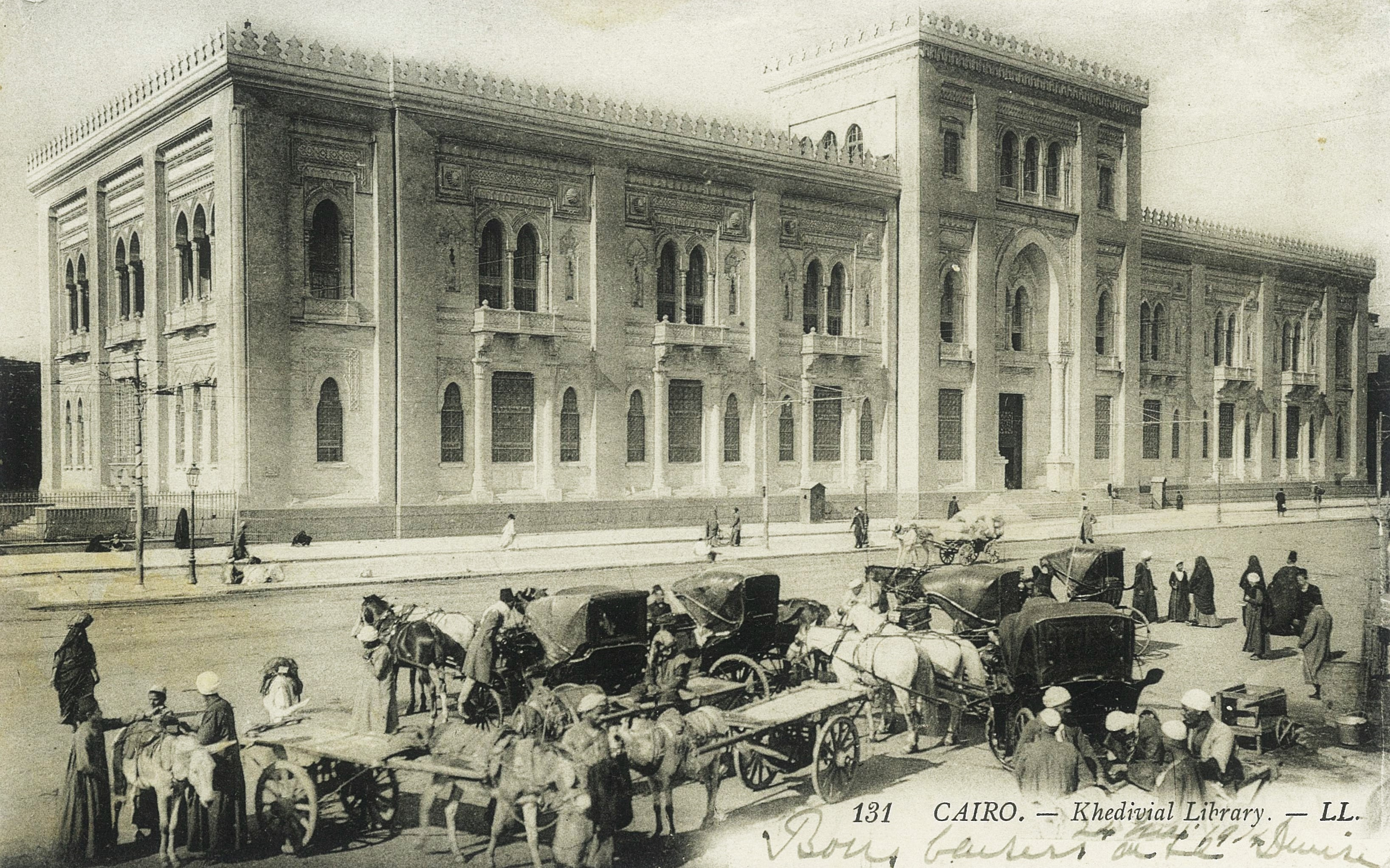
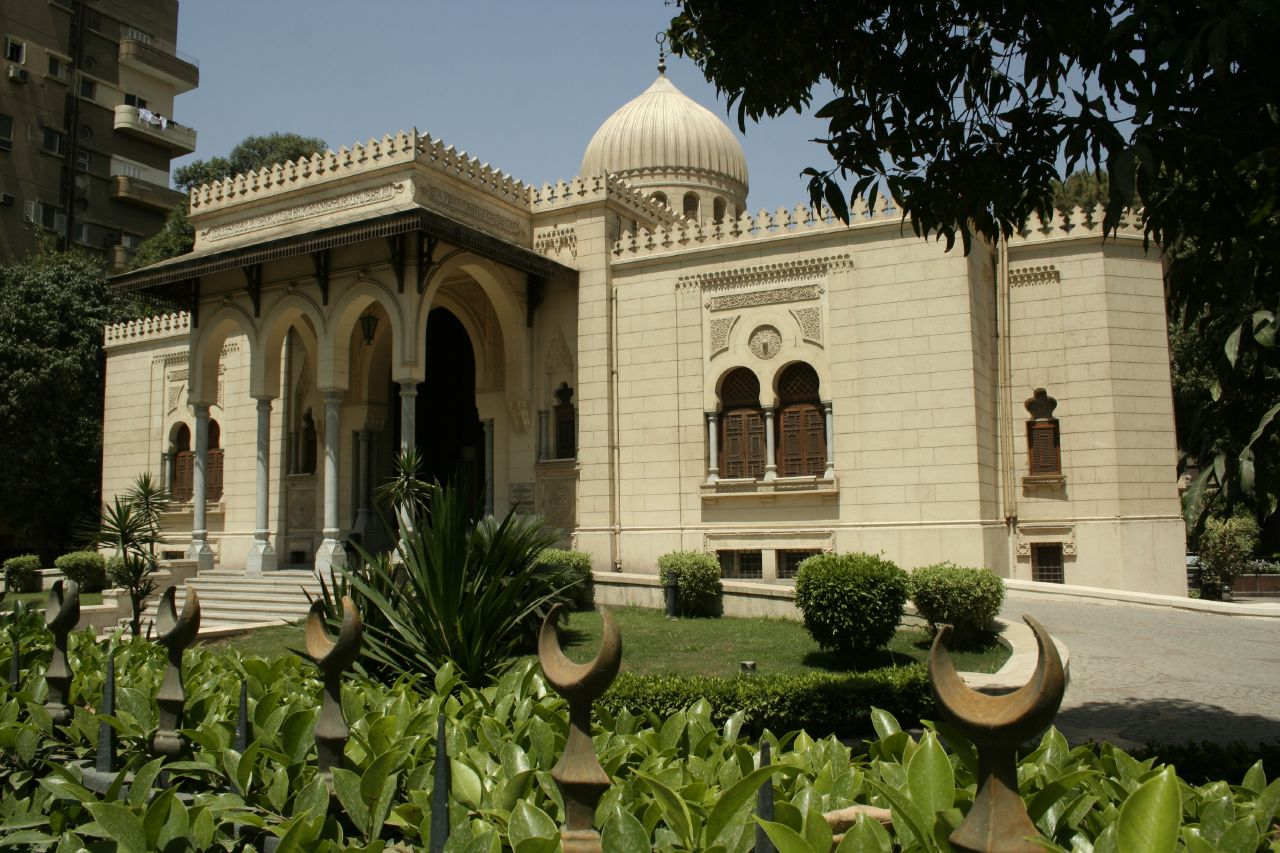

## وصلات خارجية
- موقع المتحف